# Laccogrypota bogotana
Laccogrypota bogotana är en insektsart som först beskrevs av William Lucas Distant 1878.  Laccogrypota bogotana ingår i släktet Laccogrypota och familjen spottstritar. Inga underarter finns listade i Catalogue of Life.